# Deutsche Himalaja-Stiftung
Die Deutsche Himalaja-Stiftung (DHS) war eine 1936 gegründete Vereinigung mit Sitz in München. Ziele waren die Beschaffung von Geldmitteln, der Aufbau von Wissen sowie die Sammlung alpinistischer Kenntnisse und Fähigkeiten zur Erforschung des Himalaya, insbesondere der Erstbesteigung des „Schicksalsberges der Deutschen“, des Nanga Parbat.

## Geschichte

### Politisches Engagement
Erster Leiter der Stiftung war Fritz Bechtold, im Hintergrund leitete jedoch ihr Gründer Paul Bauer die Agenden. Politisch durch die NSDAP unterstützt sollte die Organisation das Monopol über das deutsche Expeditionswesen erlangen – Paul Bauer war im Jahr 1934 zum Leiter des „Fachamtes für Bergsteigen und Wandern im Deutschen Reichsbund für Leibesübungen“ ernannt worden. Die Deutsche Himalaya-Stiftung war somit ein Propagandainstrument, das nicht nur für spektakuläre Schlagzeilen über Expeditionen zuständig war, sondern auch für die Popularisierung sportlicher Ertüchtigung für den bevorstehenden Krieg. Ein weiterer ideologischer Aspekt der nationalsozialistischen Machthaber waren die angeblich „germanischen Wurzeln“ des Bergvolks der Hunzukuc im Himalaya.
Trotz seiner nationalsozialistischen Gesinnung hatte Bauer eine konsequente Haltung bei der Auswahl seiner Expeditionsmannschaften. Maßgeblich waren in erster Linie standhafte und langzeiterprobte Freund- und Partnerschaften. Alpine Exzentriker wurden von ihm ebenso abgewiesen, wie Protektionskinder von bedeutenden Persönlichkeiten des Nationalsozialismus. Karl Wien, der von ihm hoch geschätzt wurde, war beispielsweise weder Mitglied der NSDAP noch einer ihrer Unterorganisationen.

### Rivalitäten unter Bergkameraden
Die in der Expeditionsliteratur der 1930er- und 1940er-Jahre gerne über Zwieträchtigkeiten und Missgunst gebreitete Fahne der „unerschütterlichen und heroischen Bergkameradschaft“ erwies sich in der Realität allerdings als lückenhafter Fetzen, wie am Beispiel des Nanga Parbat ersichtlich. Egoismus, Rivalitäten, Eitelkeiten und Intrigen machten aus der Deutschen Himalaja-Stiftung einen hermetischen Zirkel, der aus den Angehörigen des Akademischen Alpenvereins München rekrutierte. Außenstehende, wie etwa die „Sportskanone“ Willo Welzenbach oder später der „Bergvagabund“ Hans Ertl wurden höchst reserviert und distanziert betrachtet.
Besonders war diese Rivalität im Nachspiel der Deutschen Nanga-Parbat-Expedition 1934 ersichtlich. Gegen die beiden einzigen Überlebenden dieses Dramas, Peter Aschenbrenner und Erwin Schneider, wurde ein alpinistisches Ehrengericht einberufen. Ziel dieses Verfahrens war die Klärung der Frage, ob sich die beiden Bergsteiger der Verletzung der Beistandspflicht schuldig gemacht hatten, indem sie die übrigen Expeditionsteilnehmer ihrem Schicksal überließen. Dieser Prozess war Folge von Animositäten zwischen einer dem Alpenverein nahestehenden Gruppe und der Himalaya-Stiftung.
Aufgrund der politischen Bedeutung Bauers gewann die Stiftung bald die Oberhand und bestimmte sodann, welche Expeditionen Zugang zum Himalaya bekamen.

## Expeditionen
1937 begann die Deutsche Nanga-Parbat-Expedition 1937 unter der Leitung von Karl Wien. Zu der Mannschaft zählten weiters Günter Hepp, Adolf Göttner, Martin Pfeffer, Hans Hartmann, Pert Fankhauser, Ulrich Cameron Luft sowie Peter Müllritter, der bereits an der Deutschen Nanga-Parbat-Expedition 1934 teilgenommen hatte. In der Nacht auf den 15. Juni wurden sieben Bergsteiger sowie neun Hochträger von einer Eislawine im Lager IV an der Rakhiotflanke verschüttet und kamen dabei ums Leben, einziger Überlebender dieses Bergdramas war Uli Luft, der sich zu dieser Zeit nicht im Lager befand. Die deutsche Propaganda und die Rivalitäten unter den Bergsteigern steigerten den Erfolgsdruck und führten zu übersteigertem Heroismus und Waghalsigkeit. Sofort organisierte Bauer eine Bergungsexpedition, die bereits nach drei Wochen am Nanga Parbat ankam. Die Befürchtungen, dass niemand dieses Drama überlebt hat, wurden bestätigt. In der deutschen Presse wurden daraufhin mehrere ganzseitige Todesanzeigen veröffentlicht, verfasst von Peter Aufschnaiter, dem Geschäftsführer der Deutschen Himalaja-Stiftung.
Jahr 1938 erfolgte der zweite Versuch in Folge. Mit Hilfe einer Junkers 52 sollte die nach dem letzten Stand der Technik organisierte Expedition, die sogar über Sprechfunk verfügte, den Transport der Lasten zu den Hochlagern bewältigen. Die Route führte erneut durch die Rakhiotflanke. Den Bergsteigern gelang der Aufstieg bis zum Mohrenkopf, wo sie die Leichen von Willy Merkl und dem Sherpa Gyali vorfanden, die bei der Expedition im Jahr 1934 tödlich verunglückt waren. Ein weiterer Vorstoß war jedoch aufgrund der widrigen Wetterverhältnisse unmöglich und erlaubte lediglich das Erreichen einer Höhe von 7300 m.
Anfang 1939 wurde ein Expeditionsteam zusammengestellt, das die Rupalflanke des Nanga Parbat durchsteigen sollte. Die Mannschaft bildeten Heinrich Harrer, Peter Aufschnaiter, Hans Lobenhoffer und Lutz Chicken. Als die Mannschaft nach Karachi zurückreisen wollte, brach der Zweite Weltkrieg aus. Alle Teilnehmer wurden daraufhin am 3. September 1939 von britischen Behörden gefangen genommen und in das indische Internierungslager Dehradun überstellt. Aufschnaiter und Harrer gelang die Flucht, die sie an den Hof des Dalai Lama nach Lhasa führte. Harrer schrieb seine Erlebnisse später in seinem Buch „Sieben Jahre in Tibet“ nieder.